# Сибілла Баварська
Сибілла Баварська (нім. Sibylle von Bayern, нар. 16 червня 1489 — пом. 18 квітня 1519) — баварська герцогиня з династії Віттельсбахів, донька герцога Баварії Альбрехта IV та ерцгерцогині Австрійської Кунігунди, дружина курфюрста Пфальцу Людвіга V Миролюбного.

## Біографія
Народилась 16 червня 1489 року другою дитиною та другою донькою в родині герцога Баварсько-Мюнхенського Альбрехта IV та Кунігунди Австрійської. Мала старшу сестру Сідонію. Згодом сімейство поповнилося доньками Сабіною та Сусанною й синами Вільгельмом, Людвігом й Ернстом. Після народження першого сина-спадкоємця у 1493 році відносини між батьками налагодилися.
Від липня 1498 року Сибілла нетривалий час вважалася нареченою Ульріха Вюртемберзького, однак вже у жовтні того року мова зайшла про її сестру Сабіну, яка, зрештою, і стала його дружиною. У 1503 році йшлося про шлюб Сибілли з принцом Бранденбург-Ансбахським, однак тому зговорили Сусанну. Існував також проект весільного союзу з герцогом Савойським, який теж не реалізувався.
У 1505 році, після закінчення війни за Ландсгутський спадок, батько став герцогом всієї Баварії. Однак, вже у березні 1508 року він помер. Матір після його кончини усамітнилась у монастирі Пюттрих Регельхаус. Герцогство перейшло до брата Сибілли, Вільгельма, який перший час правив під опікою дядька, Вольфганга Баварського.

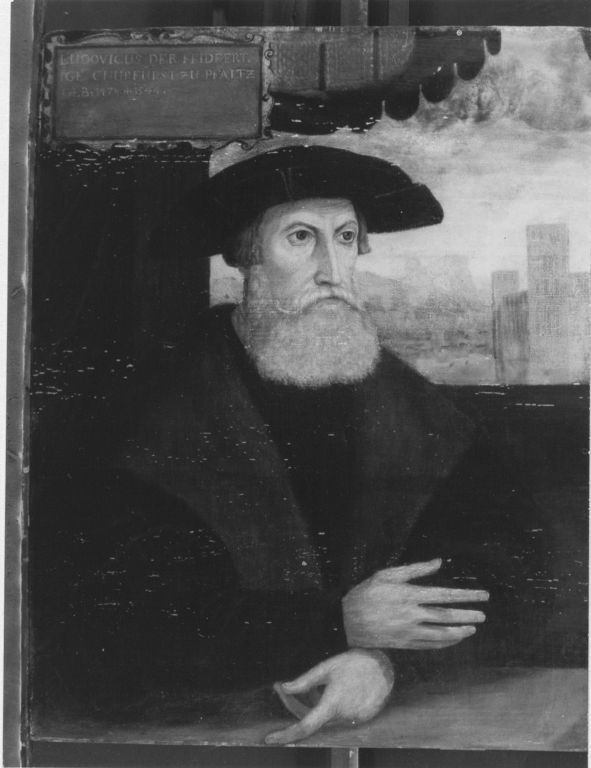
Портрет Людвіга V пензля Петера Гертнера

Старша сестра померла у березні 1505 року, зарученою із пфальцьким принцом Людвігом. У лютому 1508 року він, залишаючись неодруженим, став курфюрстом Пфальцу. Як Баварією, так і Пфальцом правили гілки династії Віттельсбахів. Територіальні суперечки між ними були врегульовані тільки Інгольштадтським договором 1509 року. Баварська сторона почала активно просувати можливість відновлення династичного союзу 1489 року шляхом весілля курфюрста з Сибіллою замість Сідонії. Основною метою залишалось єднання дому Віттельсбахів завдяки шлюбу між представниками різних гілок. Людвіг перший час залишався байдужим до цієї ідеї, однак ізоляція Пфальцу змусила його погодитись на баварський шлюб. Фактичні переговори розпочалися навесні 1510 року. Реакція самої Сибілли на плани даного шлюбу невідома. Хоча, на відміну від сестер, на момент заключення весільного контракту вона вже досягла віку, необхідного для шлюбу.
Оскільки положення шлюбного контракту ґрунтувалися на аналогічному контракті Сідонії за 1489 рік, чекали лише на згоду пфальцької сторони. Представники курфюрства залишались нерішучими, хоча, загалом, визнавали союз добрим. Разом з тим, сам Людвіг продовжував розглядати кандидатури ще двох наречених. Згоди про шлюб дійшли 6 червня 1510 року, 21 червня Вільгельм запросив дозвіл на весілля від Папи Римського і за місяць отримав його.
Оскільки удовина частка, обіцяна Сідонії, вже не була на території Пфальцу, Сибілла замість тієї мала отримати геррство, замок і місто Нойнбург-форм-Вальд, замок Феттерфельд, монастирі Райхенбах і Вальдербах, п'ять ринків (Брук, Ніттенау, Кьотцтінг, Нойкірхен і Шварцхофен), замок і місто Вальдмюнхен з монастирем Шонталь, місто Рьоц і замок Треффельштайн. У жовтні 1510 року відбувся детальний огляд обіцяної нерухомості пфальцьким і баварським комісарами, про що зберігся звіт. Загалом, стан удовиної частки справив добре враження, за виключенням Рьоцу.

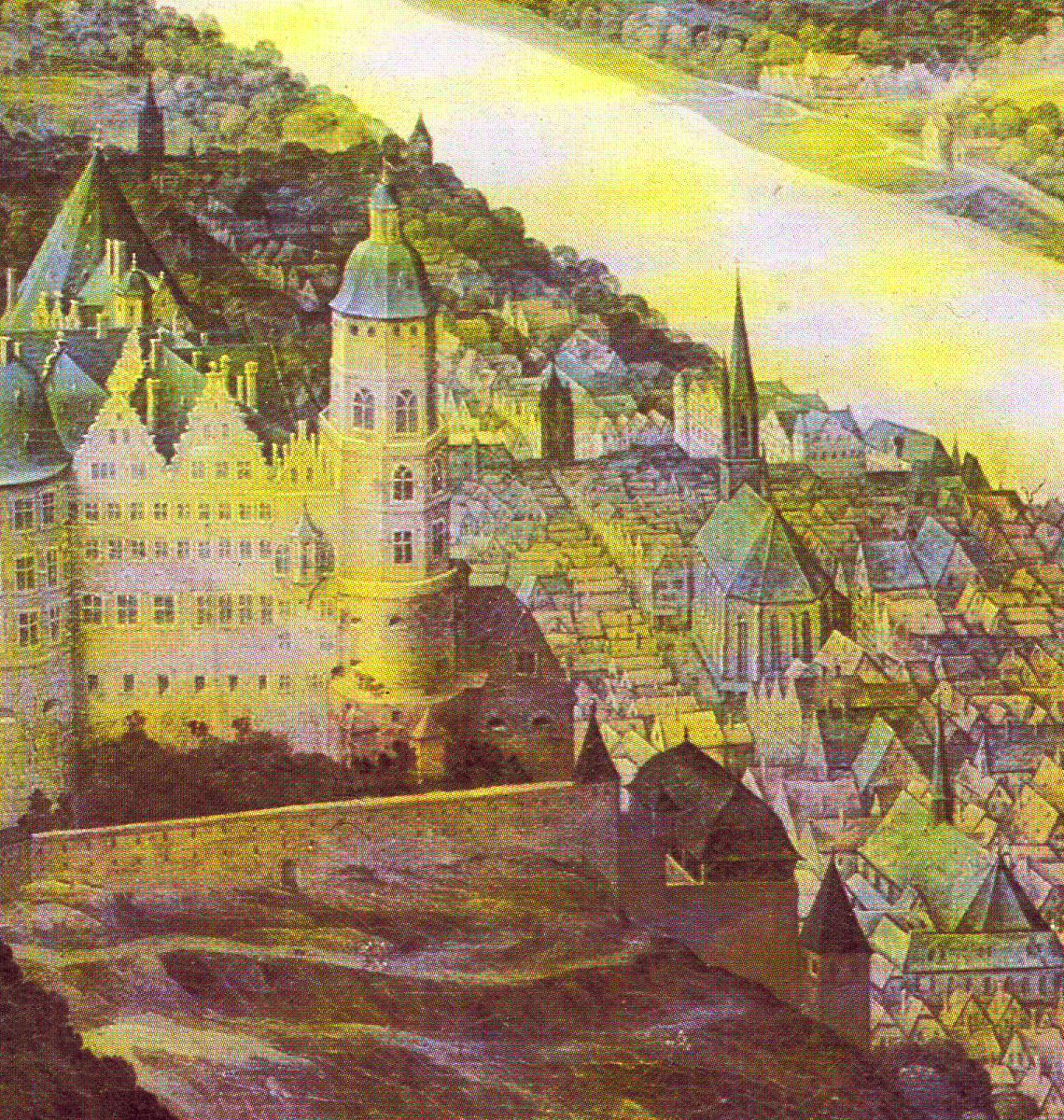
Церква Святого Духу у Гайдельберзі

Вінчання планувалося на 2 березня 1511 року. Посаг нареченої становив 32 000 флоринів, у Вільгельма був рік на те, щоб виплатити його за сестрою. До того ж, Сабіна в той же час вступала в шлюб з герцогом Вюртембергу, і братові необхідно було оплачувати весілля двох сестер, через що він намагався витратити якомога менше на кожне з них. Проте, навіть з його намаганнями, баварський уряд пропонував герцогу лише 13 000 флоринів замість 25 000 необхідних. Виникли також ускладнення з Ульріхом Вюртемберзьким щодо дати весілля, і вінчання Людвіга з Сибіллою було вирішено провести раніше. Відмова нареченої від претензій на баварський спадок за себе та дітей була оформлена окремим документом.
Вінчання 21-річної Сибілли та 33-річного Людвіга Пфальцького пройшло 23 лютого 1511 у Гайдельберзі. Курфюрста змальовували як обережну, розважливу та мовчазну людину, яка цікавилася астрологією та полюванням. Посаг нареченої був виплачений частково. Наприкінці лютого вийшло підтвердження виплати 20 000 флоринів, однак 12 000 — залишалися боргом, про що Людвіг нагадував шуринові. Союз пари залишився бездітним. Основною резиденцією подружжя слугував Гайдельберзький замок.
Курфюрстіна померла через вісім років шлюбу, 18 квітня 1519. Була похована у церкві Святого Духа в Гайдельберзі.
Людвіг V більше не одружувався, однак мав позашлюбну доньку. Курпфальц після його смерті відійшов молодшому братові, Фрідріхові II.